# كريستيان كوستين
كريستيان كوستين (بالرومانية: Cristian Costin)‏ هو لاعب كرة قدم روماني في مركز الوسط، ولد في 17 يونيو 1998 في Beclean ‏ في رومانيا. لعب مع نادي أوتيلول ريشيتا ويو تي أي أراد.

## وصلات خارجية
- كريستيان كوستين على موقع قاعدة بيانات كرة القدم.إي يو (الإنجليزية)
- كريستيان كوستين على موقع Soccerway.com (الإنجليزية)